# Бассани Антивари, Гайя
Гайя Бассани Антивари (азерб. Qaya Bassani Antivari, англ. Gaia Bassani Antivari; род. 8 июля 1978, Милан, Италия) — азербайджанская горнолыжница, родом из Италии. Специализируется на технических дисциплинах.

## Биография
Родилась 8 июля 1978 года в Милане. Занимается лыжным спортом с 16 лет. В 1996 году дебютировала за Италию.
В 1997 году сломала ногу, из-за чего потратила два года на восстановление. С конца 1998 года по 2002 год выступала за Гренаду. В 2002 году Олимпийский комитет Гренады (ОКГ) решил не посылать спортсменов на зимние Олимпийские игры 2002 в Солт-Лейк-Сити. Антивари подала заявку от своего имени на участие в играх, так как выполнила все требования, необходимые для участия. Она прилетела в Солт-Лейк-Сити за свой счёт, ожидая, что будет участвовать за Гренаду, но ОКГ отказался поддержать её, настаивая на том, что они не посылали спортсменов в Солт-Лейк-Сити. Международный олимпийский комитет отклонил её предложение на участие, потому что ОКГ не подавал заявку на её участие. Антивари обжаловала это решение в Спортивном арбитражном суде, но апелляция была отклонена.
С 2008 года Антивари представляет Азербайджан. В начале 2010 года она разорвала переднюю крестообразную связкау на колене, получив травму, от которой не сумела полностью оправиться в течение трёх лет.
На зимних Олимпийских играх 2010 года в Ванкувере представляла Азербайджан (подробнее см. статью Азербайджан на зимних Олимпийских играх 2010). Стартовала 24 и 26 февраля (гигантский слалом и слалом соответственно) в 10:00 по местному времени. В первой дисциплине финишировала 25 февраля на 57-м месте, во второй — вовсе не финишировала.
Антивари была в составе команды Азербайджана на Олимпийских играх 2014 года в Сочи, но не вышла на старт.
Гайя Бассани Антивари окончила Миланский университет по специальности права. Говорит на английском, французском и итальянском языках.